# امین‌الحق (بازیکن فوتبال)
امین‌الحق (انگلیسی: Aminul Haque؛ زادهٔ ۵ اکتبر ۱۹۸۰) بازیکن فوتبال اهل بنگلادش بود.
وی همچنین در تیم ملی فوتبال بنگلادش بازی کرده است.
وی در مسابقات کشوری و بین‌المللی در مجموع برندهٔ ۱ مدال طلا شده است.